# Jiayu (köping i Kina)
Jiayu (kinesiska: 贾峪, 贾峪镇) är en köping i Kina. Den ligger i provinsen Henan, i den centrala delen av landet, omkring 22 kilometer sydväst om provinshuvudstaden Zhengzhou. Antalet invånare är 49 070. Befolkningen består av 23 642 kvinnor och 25 428 män. Barn under 15 år utgör 20,0 %, vuxna 15-64 år 70 %, och äldre över 65 år 9,0 %.
Genomsnittlig årsnederbörd är 617 millimeter. Den regnigaste månaden är juli, med i genomsnitt 126 mm nederbörd, och den torraste är december, med 4 mm nederbörd.